# Estnische Badmintonmeisterschaft 1983
Die Estnische Badmintonmeisterschaft 1983 fand im Mai 1983 in Tallinn statt. Es war die 19. Austragung der Titelkämpfe.

## Medaillengewinner
| Disziplin    | Gold                                            | Silber                                      | Bronze                                            |
| ------------ | ----------------------------------------------- | ------------------------------------------- | ------------------------------------------------- |
| Herreneinzel | Peeter Munitsõn, Tartu                          | Argo Aru, Tartu                             | Henry Aljand, Tallinn                             |
| Dameneinzel  | Ann Avarlaid, Tartu raj                         | Marina Rajevskaja, Tartu                    | Mare Reinberg, Tartu                              |
| Herrendoppel | Ain Matvere Peeter Munitsõn, Tartu              | Peeter Sepma Henry Aljand, Tallinn          | Kalle Kaljurand Argo Aru, Tartu                   |
| Damendoppel  | Marina Rajevskaja Mare Reinberg, Tartu          | Ann Avarlaid Katrin Aru, Tartu raj / Tartu  | Marju Velga Liisi Graf, Tallinn                   |
| Mixed        | Kalle Kaljurand Ann Avarlaid, Tartu / Tartu raj | Henry Aljand Mare Reinberg, Tallinn / Tartu | Peeter Ärmpalu Marina Rajevskaja, Tallinn / Tartu |